# Filosofia da percepção de John Searle
A filosofia da percepção é uma área da filosofia que se dedica à natureza da experiência sensorial e perceptiva, o estatuto daquilo que é dado em tais experiências, e em particular à maneira como as crenças ou o conhecimento acerca do mundo físico podem ser baseados e justificados nessa base.
Eis uma questão antiga na filosofia da percepção: "Aqui estou eu, olhando para a tela do meu computador". Presumivelmente, eu realmente estou vendo essa tela. Mesmo assim, eu poderia estar tendo uma experiência alucinatória exatamente como a experiência que eu estou tendo agora, sem qualquer objecto estar na minha frente. Então, a filosofia da percepção pergunta: "Como é possivel a experiência que estou tendo realmente envolver consciência direta da tela do computador"?  Parece que a presença da tela não é essencial para a maneira como a experiência é.
Tradicionalmente, esta questão foi utilizada para levantar preocupações céticas quanto a experiência perceptiva e motivar a tese de dados sensoriais, segundo a qual experiências perceptivas, mesmo as mais verídicas, estão diretamente ligadas a objetos mentais ou privados e apenas indiretamente conectados a seus objetos físicos.
O trabalho de John Searle na filosofia da percepção tem-se distinguido por muitas razões, a principal entre elas, segundo Freeman, é que ele nunca aceitou o funcionalismo e, ao contrário de muitos filósofos, sempre abraçou entusiasticamente neurociência. A descrição de Searle de estados de percepção é que ele incorpora o modelo reflexivo. A caracterização do conteúdo perceptual de Searle implica que o que é importante para o sistema são o objeto com as suas características e o impacto causal do objeto sobre o sujeito que percebe. A percepção é algo que acontece com o sistema quando é posto em prática por um objeto; para nós, a percepção é um processo que ocorre apenas quando o organismo inicia a interação com o seu ambiente.

## Experiência perceptiva
Na filosofia da percepção, o que a Searle interessa é o que poderia ser chamado de "problema semântico" da experiência perceptiva. Trata-se do fato de que as experiências são dirigidas a objetos. Isto é o que Searle e  outros filósofos chamam a intencionalidade da experiência.

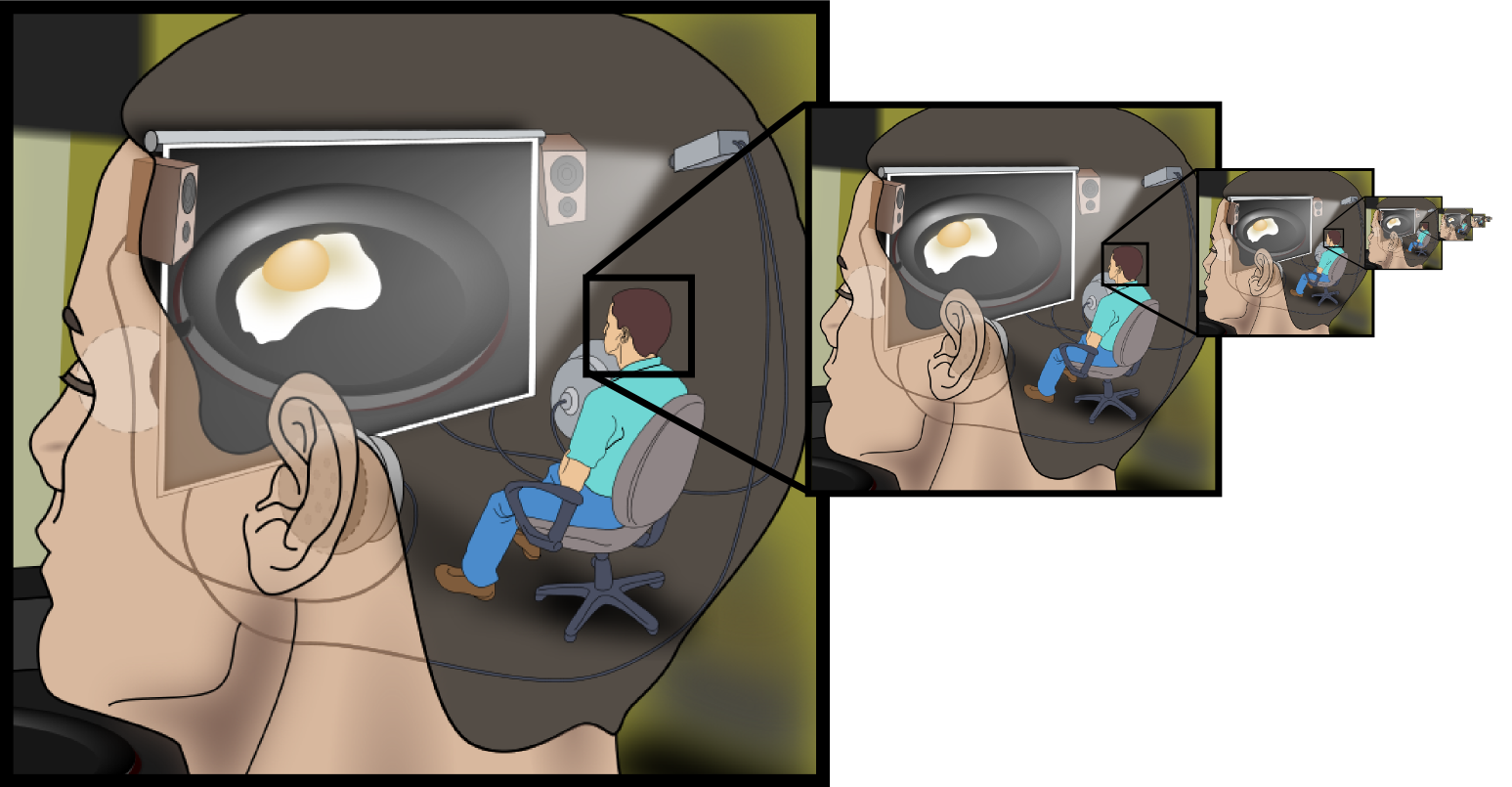
"Percebemos apenas idéias. Portanto, os objetos são idéias." _{(Berkeley)}

O que faz com que seja o caso que é esta tela que você está experimentando visualmente que é o que aparece para você de tal e tal forma, tamanho e cor? O problema aqui é que não há nada na característica de sua experiência visual para distinguir esta tela de qualquer tela de outro computador que pareceria exatamente como ela. Se esta tela foi substituída instantaneamente por uma outra, você não iria e não podia dizer a diferença. Assim, a resposta de alguns filosofos para a questão de por que essa tela de computador é aquela que você está tendo a experiência é que ela é o que provoca (em uma maneira característica específica) a sua experiência visual. Se tivesse sido outra tela em seu lugar, a outra tela teria sido o que você está experimentando. Se esta tela fora substituída por uma outra instantaneamente, a outra tela teria imediatamente tornado-se em que você está experimentando.
John Searle considera esta uma resposta indesejável. Não é tanto que a resposta está incorreta como que é dada a partir do "ponto  de vista da terceira pessoa." É o tipo de resposta que seria dada à questão, o que faria uma fotografia de uma tela de computador uma fotografia desta tela? Nesse caso, uma direta resposta causal é claramente o caminho certo. Para ser a tela "na" fotografia, esta tela teria que ter refletido a luz para a lente da câmera e para o filme ser exposto, etc, etc. Se uma tela diferente foi aquela que fez isso, teria sido esta outra tela na imagem. Apelando para o análogo fato causal no caso da experiência visual "falha", segundo Searle, "para responder à pergunta de como este fato entra no conteúdo intencional". Searle chama isso de "pergunta interna de primeira pessoa".
Searle reconhece que, na percepção (e tátil) visual, estamos cientes de coisas particulares do mundo. Estamos cientes dessa caneta, não apenas que existe uma coisa de um certo tipo. Quando ele vê um objeto, como sua caneta, ele diz que a experiência que ele tem "é diretamente do objeto". Ela não apenas "representa" o objeto, ela fornece acesso direto a ele. A experiência tem uma espécie de "imediatismo direto, e involuntário que não é compartilhada por uma crença que eu possa ter sobre o objeto em sua ausência". A questão, porém, é se a consideração, de Searle, do conteúdo da experiência perceptiva faz jus ao fato de que as experiências são dirigidas para coisas particulares.
Alston cita uma linha de argumentação que vai partir da premissa de que "a experiência alucinatória pode ser (subjetivamente ou qualitativamente) indistinguível da coisa real" à conclusão de que "não podemos considerá-la como algo intrínseco às experiências perceptivas que há uma percepção direta de objetos" Alston questiona no argumento, como pode um objeto ser apresentado a nós em uma experiência se uma experiência qualitativamente indistinguível não envolve a presença de qualquer objeto? Mesmo quando o objeto está lá, parece que ele não é essencial para a experiência, a experiência poderia ter sido apenas como é, sem o objeto estar lá.
Em contrapartida, parece que na experiência perceptiva normal estamos diretamente conscientes de objetos externos, eles aparecem para nós, eles estão presentes para nós. Portanto, temos um dilema apontado por J. J. Valberg Como pode uma experiência perceptiva ser uma percepção direta de um objeto se ele é indistinguível de uma alucinação possível? O quebra-cabeças de Valberg é que o objeto parece "potencialmente irrelevante".  A questão para Searle é:  É verdade realmente, então, que a caneta "apresenta-se" a nós?
O suporte fenomenológico para a sua apresentação direta parece ser compensada por simples considerações causais, por exemplo, que a própria experiência da caneta poderia ser exatamente como é mesmo que os estados do cérebro subjacente a isso foram causados por uma droga, um demônio, ou um  cientista louco que tem um cérebro imerso numa cuba borbulhante. Searle, um internalista inveterado  diz que ele "pode ter exatamente isso [experiência], mesmo que seja uma alucinação, mesmo que a caneta não exista" Ele concorda com epistemólogos tradicionais que não há nada sobre o caráter de uma experiência perceptiva que se opõe à possibilidade de que ela não tenha o objeto ou a causa que parece ter. Mas isso cria um problema. Este problema provém da questão de Searle, " O que é isso sobre a experiência que exige que ela seja satisfeita pela presença desta caneta e não apenas por uma caneta com características tais e tais tipo-idêntica a essa caneta? ". John Searle aponta o problema de que a experiência exige que ela seja satisfeita pela presença da minha caneta e não apenas por uma caneta com identicas características a essa minha caneta. Ele resolve o problema de como é que as nossas percepções são "de" objetos particulares no que ele chama de "problema da particularidade."

### Problema da particularidade

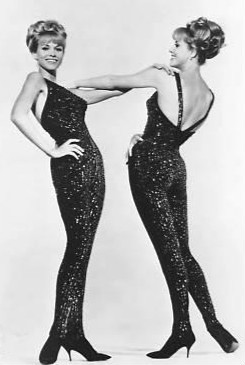
"Como podem as experiências encontrarem seus objetos?" _{(Kent Bach)}

Esta argumentação procura remediar quaisquer objeções à consideração de causação intencional de percepções proposta por ele. Searle argumenta que a causação intencional é apenas uma subespécie dentre uma vasta gama de causalidades. A noção de causalidade é difícil de definir, na sua integralidade. Porque todos nós percebemos e fazemos ações, no entanto, todos nós temos a experiência direta de "fazer algo acontecer," tais ideias são as razões para sua convicção que a teoria causal não vai resolver o "problema da particularidade" e, portanto, Intencionalidade, precisa ser revista.
John Searle tem a noção que a Teoria causal da percepção não consegue explicar como, no exemplo a seguir, todos esses fatos se tornam uma parte do conteúdo intencional. Searle prevê a "Problema da Particularidade" assim:
" O que é, sobre a experiência visual de Jones aqui na nossa Terra, que torna o caso de que ela só pode ser satisfeita por uma mulher em particular previamente identificada e não por alguma outra mulher que por acaso pode ser uma tipo-idêntica à aquela mulher, que Jones pode dizer  a diferença ou não? "J. Searle 
Em outras palavras, a teoria causal deixa de explicar como é que Jones é capaz de ver uma mulher em particular previamente identificada. Parece que o problema existente aqui é simplesmente resolvido a partir de um ponto de vista da terceira pessoa ao invés de na perspectiva de Jones, a perspectiva de si mesmo. Searle procura avançar sua compreensão da percepção de Jones, perguntando: "sob que condição ele leva a si mesmo a perceber que Sally está na frente dele?" Ao invés de perguntar "sob quais condições é que, de fato, ele vê Sally seja por ele sabido ou não". Mudando a pergunta, ele parece apontar o que exatamente a teoria intencional causal não pode dar conta, o problema existe na crença de Jones de que Sally é Jane, apesar de que a sua percepção é causada por sua percepção de Sally.
Agora que ele tem uma compreensão de o que a teoria causal não pode explicar, John Searle apela para o conceito de Cenário e Rede. Ele afirma: O que está dentro da cabeça é perfeitamente suficiente para determinar a identidade de cada um dos nossos estados intencionais. As várias condições "causal" e "contextual" referidas pelos externalistas são inteiramente representada pela mente. No entanto, as condições de satisfação de cada estado intencional só são fixas relativamente ao "Cenário e a Rede", o que não é uma parte de cada estado intencional no entanto, é claro, o cenário e a rede são, todavia, partes da mente.
Em outras palavras, é a "indexicalidade" de ambos e do cenário e da rede que nos permitem apontar um determinado objeto de percepção; "indexicalidade" caracteriza a percepção com as teorias que pressupõem uma forma independente de consideração da percepção. Porque agora somos capazes de reconhecer um objeto em particular como "aquele mesmo objeto", o "Problema da particularidade" está resolvido: "As condições de satisfação de cada experiência e cada memória após o encontro inicial com Sally não são apenas que essas experiência devem ser satisfeitas por uma mulher que satisfaça exatamente a descrição de Sally em termos gerais, mas que elas devem ser causadas pela mesma mulher que provocou outras experiências e memórias de Jones."
Um problema potencial criado por Kent Bach em Searle Contra o Mundo é que Searle não resolveu o realmente problema da particularidade aqui, ele só resolveu o problema para os casos de re-identificação.

## Realismo externo
"Realismo" é um notoriamente um termo vago e ambíguo. No entanto, Searle nos oferece uma breve e descrição razoavelmente clara de seu "realismo externo", que ele atenua como a visão de que "Há um mundo real que existe independentemente de nós ". O realismo externo Searleano apresentado em Mind, Language, and Society: Philosophy in the Real World (Mente, linguagem e sociedade: Filosofia no mundo real) é a tese de que "existe um mundo real que é totalmente independente dos seres humanos e do que eles pensam ou dizem sobre ele" ou, alternativamente, que "há um caminho que as coisas são independentemente de nossas representações". Isto é, o mundo é independente das nossas representações, percepções, mentes, línguagem, ou qualquer esquemas conceituais. Dada essa caracterização de Realismo Externo (RE), é fácil ver porque Searle declara incompatível com o "idealismo", um termo "que serve para todos" que Searle usa para as visões, segundo a qual "a realidade é, em última análise [. . .] Constituída por nossas percepções e outros tipos de representações ". Consequentemente, Searle insiste em que George Berkeley, David Hume, Kant e Hegel  são todos inimigos jurados do (RE), assim como também uma série de filósofos recentes (Hilary Putnam, Nelson Goodman, Richard Rorty, Thomas Kuhn, Jacques Derrida, etc.) para quem o mundo não é encontrado como realmente é, pois o mundo é formado por linguagens, paradigmas, categorias ou esquemas conceituais.

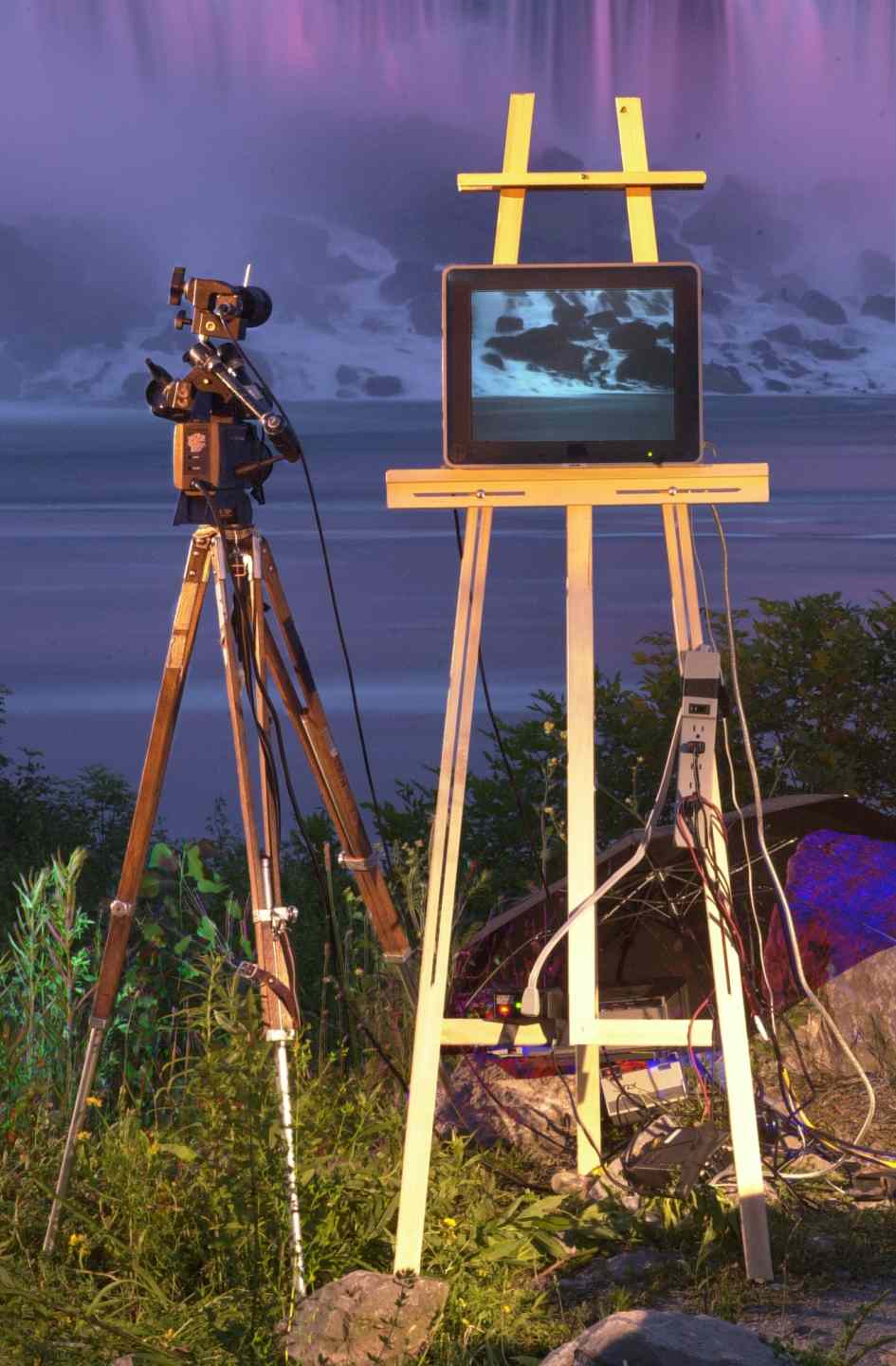
Seria a realidade constituída por nossas percepções e outros tipos de representações?

Quanto à realidade, Searle nomeia seu ponto de vista chamando-o “realismo externo”. Esse termo indica a concepção de que existe um mundo real, independente dos seres humanos (das mentes em geral, podendo ser de animais) e indica a diferenciação de outros realismos, como o realismo matemático, o realismo ético, etc.
Quanto ao conhecimento, Searle aceita a ‘teoria da verdade como correspondência’, ou seja, se o que o agente afirma corresponde (ou se ajusta) com o modo como as coisas são no mundo exterior, então, é verdadeira, se não corresponde, é falsa. Assim, todos os elementos da tabela periódica são reais objetivamente, bem como as coisas naturais do mundo também o são, no sentido de que todos eles independem de nós, seres humanos para existir. Alguns exemplos: o ar, os planetas, as bactérias, as moléculas, etc.. Há, porém, outros fenômenos (ontológicos) que dependem dos seres humanos, como: os nomes das coisas que existem independente de nós, a bolsa de valores, a internet, os carros, o jogo de xadrez, etc., pois todos eles dependem da consciência humana. Intrinsecamente ligado ao realismo direto ao mundo externo é a teoria referencial do pensamento e da linguagem, e a teoria da verdade como correspondência. Os anti-realistas, afirma Searle, raramente dizem abertamente que não existe um mundo “absolutamente, objetivamente e totalmente independente de nós”. Alguns o fazem dizendo que o chamado mundo real é uma “interpretação social”.
Porém, Searle acredita que o comum é evitar a discussão e fazer um ataque às posições-padrão, de modo que o desafio justifique o posicionamento que eles defendem. Para atacar as posições-padrão o anti-realista deverá, segundo Searle, enfrentar a seguinte estrutura lógica:
1. Suponhamos que o realismo externo seja verdade. Nesse caso, existe um mundo real, independente de nós e de nossos interesses.
2. Se existe um mundo real, então existe um modo como o mundo realmente é. Existe uma maneira objetiva como as coisas são no mundo.
3. Se existe uma maneira como as coisas realmente são, então deveríamos  ser capazes de dizer como são.
4. Se podemos dizer como as coisas são, então aquilo que dizemos é objetivamente verdadeiro ou falso dependendo de nosso êxito ou fracasso em dizer como são.

- Portanto, (C) Somos justificados em aceitar o realismo externo (RE).[33]

Porque o argumento principal é formalmente válido, a única questão é saber se suas premissas são verdadeiras. Searle salienta que se há um problema com relação à verdade como correspondência (proposta 4), então deve haver um problema com a proposição de que existe um mundo real (proposta 1). Mas é difícil, Searle aponta, que alguém negue efetivamente a “proposta 1”.
O que fundamenta essa premissa, (proposta 1), em última instância, é a convicção de que Searle de que o "realismo externo não é uma teoria", mas é preferivelmente uma posição-padrão, isto é, um pressuposto fundamental da investigação, o discurso que mantemos pré-reflexivamente e que se insere do chamado pano de fundo ("Background") do nosso pensamento e da linguagem. Embora Searle admite que nem todas as posições padrão são verdadeiras, ele afirma que há um pressuposto prima facie em prol delas, para que "qualquer abandono delas exige [...] um argumento convincente".  E uma vez que permitem que aqueles que se opõem a uma posição-padrão deve assumir o ônus da prova, propoem Searle e aponta que estamos bem em nosso caminho para (proposta 1), desde que conceda (RE) é de fato uma posição-padrão.
Sobre (proposta 2), Searle esclarece que não está dizendo que a objeção epistemológica para (ER) é o único argumento contra ele. Pelo contrário: Searle discute uma série de argumentos de ações anti-realista, que ele rapidamente disseca e habilmente contra ataca.   O que Searle sublinha, no entanto, é que as considerações epistemológicas há muito tempo levou filósofos a descartarem o realismo direto tanto assim, em verdade, que ele se refere a acusação de que o realismo torna incompreensível realidade como o principal argumento
contra (RE). Isso diretamente implica o ponto em que esta segunda observação parece justa: a acusação de que o realismo coloca o mundo de forma permanente além de nosso alcance foi feito por antiquadas propostas idealistas como Berkeley, Kant, Fichte e Schopenhauer, e a acusação foi revivida por Rorty, Putnam e Goodman.  À luz disto, (proposta 2) não é sem uma certa plausibilidade.
Para Searle, as motivações do anti-realismo têm origem histórica na tentativa de superação do ceticismo. As formas de idealismos afirmam que a realidade é constituída pelas nossas idéias, ela depende de nossas representações.
Para Searle, o que seduz no idealismo é a sua resposta ante o ceticismo, por exemplo: Como podemos saber, por mais prova que tenhamos, se existe um mundo independente de nossos pensamentos? A resposta idealista é que todo o mundo é criado pelas minhas representações, por isso, enquanto eu não estiver me contradizendo, permanece a aparência de realidade fenomenal. Desse modo, a resposta do idealismo para a dúvida cética é que a distância entre as minhas representações e o mundo exterior é eliminada. Se tudo é representação não há distância entre o sujeito e a realidade da qual possa encampar o ceticismo, assim, a realidade consiste em “aparência sistemática”. Apesar do ceticismo, Searle acredita que a principal motivação do anti-realismo é que ele “satisfaz um desejo básico de poder” (vontade de potência), pois aceitar que dependemos de uma realidade exterior a nós parece duro demais. Para Searle é errado representar o realismo como um ponto de vista, pois negar que existe uma maneira de se verificar como as coisas são no mundo, independentemente de nossas representações, já seria um fato sobre como o mundo é, e pressuporia, portanto, o realismo.

## 
1. ↑  cf. http://plato.stanford.edu/entries/perception-episprob/ BonJour, Laurence (2007): Epistemological Problems of Perception. Stanford Encyclopedia of Philosophy
2. ↑  Alston, William P., 1993. The Reliability of Sense Perception, Ithaca, NY: Cornell University Press.
3. ↑  BonJour, Laurence, 2004. “In Search of Direct Realism,” Philosophy and Phenomenological Research, 69: 349–67.
4. ↑  Descartes, Rene, 1641. Meditations on First Philosophy
5. ↑  Fernando Lang da Silveira (mar. 2002). «A teoria do conhecimento de Kant: Idealismo Transcedental» (PDF). Instituto de Física UFRGS (28 Cad. Cat. Ens. Fís., v. 19, número especial: p. 28-51.)
6. ↑  Freeman, W. and Skarda, C. (1985) "Spatial EEG patterns, nonlinear dynamics and perception: The neo–Sherringtonian view," Brain Research Reviews 10, pp. 147–75.
7. ↑  Churchland, P. (1986) Neurophilosophy: Toward a Unified Science of the Mind–Brain (MIT Press/ Bradford: Cambridge, Mass.).
8. ↑  Freeman, W. and Skarda, C. Mind/Brain Science: Neuroscience on Philosophy of Mind
9. 1 2  Jackson, Frank, 1977. Perception: A Representative Theory, Cambridge: Cambridge University Press.
10. ↑  McDowell, John, 1987. “Singular Thought and the Extent of Inner Space,” in P. Pettit and J. McDowell (eds.), Subject, Thought and Context, Oxford: Oxford University Press.
11. ↑  Mill, J. S., 1865. An Examination of Sir William Hamilton's Philosophy, London: Longmans, Green (Ch. 11 and appendix to Ch. 12)
12. ↑  TEORIA DOS ATOS DE FALA por Gustavo Adolfo da Silva (2006) (UERJ– UGF)
13. ↑  Searle, John, 1983. Intentionality, Cambridge: Cambridge University Press (Chapter 2)
14. ↑  Pryor, James, 2000. “The Skeptic and the Dogmatist,” Noûs, 34: 517–49.
15. ↑  An Essay in the Philosophy of Mind por John Searle pg. 45 -  Intentionality (1983).  Cambridge, Inglaterra
16. ↑  Dancy, Jonathan (ed.), 1988. Perceptual Knowledge, Oxford: Oxford University Press.
17. ↑  Searle on Perception
18. ↑  The puzzle of experience por J. J. Valberg 1992
19. ↑  Locke, John, 1689. An Essay concerning Human Understanding, any edition.
20. ↑  Whiteley, C. H., 1959. “Physical Objects,” Philosophy, 34: 142–149.
21. ↑  A Redescoberta da Mente  1992 J. Searle
22. ↑  Intentionality. An Essay in the Philosophy of Mind 1983 pagina 63
23. ↑  JOHN HYMAN (2003). «The Evidence of our Senses» (PDF). Glock-ch14.qxd 1/Oct/03 2:09 PM Pg 235-253. Arquivado do original (PDF) em 20 de dezembro de 2011
24. ↑  Intentionality, an Essay in the Philosophy of Mind por J. Searle 1983 pg. 278
25. ↑  Anti-Individualism and Knowledge por Jessica Brown
26. ↑  SEARLE'S THEORY OF INTENTIONALITY: PROVIDING THE FOUNDATION FOR A  NATURALIZED THEORY OF CONSCIOUSNESS por Vanessa Lehan
27. ↑  On Searles Intentionality por Jonathan Tal Evron
28. ↑  Searle against the world: how can experiences find their objects? por Kent Bach
29. ↑  Consciência e experiência. Lycan, W.G. (1996)- Cambridge, Massachusetts: MIT Press
30. ↑  Mind, Language, and Society: Philosophy in the Real World (Mente, linguagem e sociedade: Filosofia no mundo real)[43, pag. 13]
31. ↑  Mind, Language, and Society: Philosophy in the Real World (Mente, linguagem e sociedade: Filosofia no mundo real) [43, pag. 31]
32. ↑  Mind, Language, and Society: Philosophy in the Real World (Mente, linguagem e sociedade: Filosofia no mundo real) [43, pag. 16]
33. ↑  Mente, linguagem e sociedade: filosofia no mundo real por SEARLE, John R. - Tradução: F Rangel. Rio de Janeiro: Rocco (2000)
34. ↑  Mente, linguagem e sociedade: filosofia no mundo real por SEARLE, John R. - Tradução: F Rangel. Rio de Janeiro: Rocco (2000)[43, pag. 32]
35. ↑  Mente, linguagem e sociedade: filosofia no mundo real por SEARLE, John R. - Tradução: F Rangel. Rio de Janeiro: Rocco (2000)[43, pag. 9]
36. ↑  Mente, linguagem e sociedade: filosofia no mundo real por SEARLE, John R. - Tradução: F Rangel. Rio de Janeiro: Rocco (2000) [43, pag. 11]
37. ↑  Mente, linguagem e sociedade: filosofia no mundo real por SEARLE, John R. - Tradução: F Rangel. Rio de Janeiro: Rocco (2000)[43, p. 11]
38. ↑  Mente, linguagem e sociedade: filosofia no mundo real por SEARLE, John R. - Tradução: F Rangel. Rio de Janeiro: Rocco (2000)[43, pag. 168]
39. ↑  A Realist Conception of Truth. por  W. Alston - Cornell University Press, Ithaca, NY, (1996)
40. ↑  Mente, linguagem e sociedade: filosofia no mundo real por SEARLE, John R. - Tradução: F Rangel. Rio de Janeiro: Rocco (2000)[43, pag. 26]
41. ↑  A treatise concerning the principles of human knowledge por G. Berkeley.
42. ↑  Liberdade e Neurobiologia por John Searle